# Боянско езеро
Боянското езеро е изкуствено езеро във Витоша. Намира се на 1,5 km югоизточно от софийския квартал Бояна.
Езерото е създадено при построяването на Витошкия водопровод на София през 1906 г. Преди това е блато. В езерото се срещат кафява крастава жаба, голяма водна жаба, малък и голям гребенест тритон.
В близост до Боянското езеро се намира Боянският водопад.

## Други
На Боянското езеро е наречена улица в квартал „Бояна“ в София (Карта).